# Comcast Building
Comcast Building, cunoscută între anii 1933 și 1988 sub numele de RCA Building, și din 1988 până în 2015 ca GE Building, este o clădire ce se află în New York City.